# Ed Carpenter Racing
Ed Carpenter Racing é uma equipe de corridas norte-americana comandada pelo piloto de Fórmula Indy Ed Carpenter.
O time fez sua estreia na categoria em 2012 e conquistado sua primeira vitória na corrida de Fontana, no Auto Club Speedway. Em 2013, um segundo carro chegou a ser inscrito para as 500 Milhas de Indianápolis de 2013, mas foi retirado da lista porque nenhum piloto foi escalado para guiá-lo.
Para a temporada de 2014, a equipe adotou um sistema de rodízio entre Carpenter e Mike Conway; enquanto o inglês disputaria as etapas em circuitos mistos e de rua, o piloto-chefe de equipe competiria nos ovais.
Um segundo carro foi inscrito para o também norte-americano J. R. Hildebrand, com o número #21. Terminou a Indy 500 de 2014 na décima posição.
Em janeiro de 2016, Ed Carpenter decidiu encerrar a parceria com Sarah Fisher na CFH Racing, retomando o controle da equipe, novamente acumulando as 2 funções. Seu genro, Tony George, e Stuart Reed também integram o staff técnico.
Na temporada de 2018 compete com dois carros, pilotados por Jordan King, Spencer Pigot e Ed Carpenter. Na Indy 500 terá um terceiro carro, pilotado por Danica Patrick.